# WebSideStory
 (mai 2023).
La mise en forme du texte ne suit pas les recommandations de Wikipédia : il faut le « wikifier ».
Les points d'amélioration suivants sont les cas les plus fréquents. Le détail des points à revoir est peut-être précisé sur la page de discussion.
- Les titres sont pré-formatés par le logiciel. Ils ne sont ni en capitales, ni en gras.
- Le texte ne doit pas être écrit en capitales (les noms de famille non plus), ni en gras, ni en italique, ni en « petit »…
- Le gras n'est utilisé que pour surligner le titre de l'article dans l'introduction, une seule fois.
- L'italique est rarement utilisé : mots en langue étrangère, titres d'œuvres, noms de bateaux, etc.
- Les citations ne sont pas en italique mais en corps de texte normal. Elles sont entourées par des guillemets français : « et ».
- Les listes à puces sont à éviter, des paragraphes rédigés étant largement préférés. Les tableaux sont à réserver à la présentation de données structurées (résultats, etc.).
- Les appels de note de bas de page (petits chiffres en exposant, introduits par l'outil «  Source ») sont à placer entre la fin de phrase et le point final[comme ça].
- Les liens internes (vers d'autres articles de Wikipédia) sont à choisir avec parcimonie. Créez des liens vers des articles approfondissant le sujet. Les termes génériques sans rapport avec le sujet sont à éviter, ainsi que les répétitions de liens vers un même terme.
- Les liens externes sont à placer uniquement dans une section « Liens externes », à la fin de l'article. Ces liens sont à choisir avec parcimonie suivant les règles définies. Si un lien sert de source à l'article, son insertion dans le texte est à faire par les notes de bas de page.
- La présentation des références doit suivre les conventions bibliographiques. Il est recommandé d'utiliser les modèles {{Ouvrage}}, {{Chapitre}}, {{Article}}, {{Lien web}} et/ou {{Bibliographie}}. Le mode d'édition visuel peut mettre en forme automatiquement les références.
- Insérer une infobox (cadre d'informations à droite) n'est pas obligatoire pour parachever la mise en page.

Pour une aide détaillée, merci de consulter Aide:Wikification.
Si vous pensez que ces points ont été résolus, vous pouvez retirer ce bandeau et améliorer la mise en forme d'un autre article.
 (mai 2023).
WebSideStory, Inc. (plus tard Visual Sciences ), a été fondée par Blaise Barrelet en 1996 en tant qu'outil d'analyse Web et répertoire de liens ; ses produits étaient Hitbox et HBX. La société est devenue publique le 28 septembre 2004 (NASDAQ : WSSI). En 2006, WebSideStory a acquis la société de logiciels privés d'analyse et de visualisation de données haut de gamme Visual Sciences pour 57 millions de dollars. Un an après l'acquisition, WebSideStory s'est rebaptisé Visual Sciences, Inc. En janvier 2008, Visual Sciences, Inc. a été acquise par Omniture (NASDAQ : OMTR) pour 394 millions de dollars.
WebSideStory a été lancé à l'origine avec un modèle commercial SaaS, facturant aux clients des frais mensuels pour l'analyse Web, mais il s'est avéré difficile de trouver des clients prêts à payer pour l'analyse Web. WebSideStory a ensuite pivoté pour proposer gratuitement une version limitée du produit d'analyse en échange d'une petite bannière publicitaire sur chaque site Web. Les utilisateurs qui ont cliqué sur les bannières ont été dirigés vers une liste des meilleurs sites appartenant à WebSideStory, créant ainsi une opportunité de revenus publicitaires. Contrairement à de nombreuses startups Internet de la fin des années 1990, WebSideStory n'a pas levé de fonds providentiels ni de capital-risque, mais est devenu rentable grâce à ses clients et en affichant des bannières sur sa liste de sites.
À la fin de 1999, WebSideStory a choisi de cibler les grandes entreprises physiques en tant que clients de son produit Hitbox. Les clients ont choisi de payer pour des statistiques plus approfondies en échange de la suppression de la bannière Hitbox traditionnelle de leurs sites Web, donnant naissance à la gamme de produits "HBX". Une fois que WebSideStory était financièrement solide, il a fermé la version gratuite de Hitbox et ses revenus publicitaires associés. La société est devenue publique en 2004 et a finalement acheté Visual Sciences, en adoptant leur nom. Visual Sciences a été à son tour racheté par Omniture en 2008, puis en octobre 2009, Omniture a été racheté à nouveau par Adobe Systems, et intégré à Adobe Marketing Cloud.